# Leuteration
Leuteration (av nlat. leuterare, av ty. läutern,
"göra klar, rena"), i juridisk mening nedsättande av det i lagen bestämda straffet för ett brott på grund av förmildrande omständigheter.
När i Sverige kungens domsrätt 1614 överlämnades till Hovrätten, förbehöll sig dock kungen själv den gamla kungliga rätten att "åter bryta alla skroksokner ok alla ofsokner" (det vill säga upphäva vad som på grund av falska berättelser blivit för strängt dömt eller för mycket utsökt), och till följd därav skulle vissa svårare brottmål av Hovrätten alltid till honom "refereras". Som detta hänskjutande till kungen emellertid för honom blev alltför betungande, medgavs det 1714 Hovrätten att på grund av sig företeende, synnerligen mildrande omständigheter nedsätta det i lagen bestämda straffet, utan att hemställa målet till kungen. Hovrätten behöll denna leuterationsrätt även efter införandet av 1734 års lag; den upphävdes först 1829.
Termen kom särskilt till användning sedan Karl IX beslutat att Gamla testamentets rättsnormer skulle anses som gällande rätt i Sverige. Denna tillämpning gjordes också av underrätterna, medan hovrätterna, i praktiken, bortsåg från dessa genom att "leuterera". Eftersom alla dödsstraff underställdes hovrätterna innebar detta till stor del att de stränga straff som stadgades i Gamla testamentet i praktiken inte kom att tillämpas.